# Renault Corée
Renault Corée est un constructeur automobile sud-coréen filiale du groupe français Renault depuis 2000. Créé par le groupe Samsung en 1995 sous le nom de « Samsung Motors », le constructeur est repris par Renault en 2000 qui a rebaptisé l'entreprise « Renault Samsung Motors », avant d'adopter son nom actuel en 2024.
Renault détient 80,1 % de la société, qui n'est pas cotée en bourse. Ses modèles sont initialement des Nissan produites sous licence, d'où le rachat de la marque par Renault (la SM5, unique modèle de la gamme jusqu'en 2002, était une version rebadgée de la Nissan Maxima). Depuis, les modèles sont conçus en commun par les ingénieries coréennes et françaises, et sont vendus sous les deux marques : généralement Samsung en Corée du Sud et au Chili et Renault dans les autres pays.

## Historique
- 1994 : Samsung s'associe à Nissan Motors pour créer Samsung Motors Inc. (SMI).
- 1995 : Début des travaux de construction de l'usine de Busan.
- 1997 : Après des investissements massifs (2 milliards de dollars), SMI devient un constructeur aux standards internationaux, bénéficiant de l'image de Samsung en matière de technologie et de qualité.
- 1998 : Samsung Motors lance la SM5 (basée sur une Nissan Maxima) alors que la crise économique secoue durement le pays. Malgré le succès relatif de la SM5, Samsung ne pouvait plus supporter les pertes de sa filiale, et décide de se désengager de son activité automobile.
- 2000 : Renault rachète Samsung Motors et la rebaptise Renault Samsung Motors avec redémarrage de l'activité industrielle et commerciale. Renault conserve cependant le droit d'utiliser la marque Samsung jusqu'en 2020, en échange de royalties. Le partenariat est ensuite prolongé jusqu'en 2022.
- 2002 : Avec le lancement de la SM3 (Nissan Bluebird Sylphy rebadgée), Renault Samsung Motors détient près de 10 % du marché automobile sud-coréen.
- 2004 : Lancement de la SM7 (Nissan Teana rebadgée) sur le marché coréen des véhicules haut de gamme.
- 2005 : Lancement de la SM5 (également sur base Nissan Teana) sur le marché coréen, vendue par Renault sous le nom Renault Safrane au Moyen-Orient.
- 2007 : Lancement à l'automne du SUV QM5 sur le marché coréen, vendu par Renault sous le nom Renault Koleos hors Corée du Sud et Chili. Ces modèles sont basés sur les concepts-cars Koleos (Renault) et QMX (Renault Samsung Motors).
- 2009 : Lancement de la SM3 dérivée de la Renault Mégane III, vendue par Renault sous le nom Renault Fluence hors Corée du Sud et Chili.
- 2010 : Lancement de la SM5 dérivée de la Renault Laguna III, vendue par Renault sous le nom Latitude/Safrane hors Corée du Sud et Chili.
- 2011 : Lancement de la SM7 vendue par Renault sous le nom Talisman en Chine.
- 2013 : Lancement à l'automne du SUV QM3 sur le marché coréen, importé depuis l'Espagne, vendu par Renault sous le nom Renault Captur hors Corée du Sud et Chili.
- 2014 :  La marque Renault Samsung cesse d'être distribuée sur ses derniers marchés hors de Corée du Sud : le Chili et le Kazakhstan[1],[2].
- 2016 : Lancement de la SM6 basée sur la Renault Talisman[3].
- 2018 : Lancement de la Renault Clio[4]. Renault Samsung commence à distribuer des véhicules Renault badgés Renault en parallèle des véhicules badgés Renault Samsung.
- 2022 : 
  - en mars, Renault annonce que Renault Samsung Motors deviendra Renault Korea Motors (RKM) en août. Le logo "œil de typhon" est revu pour être en adéquation avec le logo Renault. Ce changement de nom permet à la filiale sud-coréenne de Renault de cesser de payer d'importantes royalties (0,8% de son chiffre d'affaires) à Samsung[5] ;
  - le 10 mai, Renault Group annonce avoir passé un accord avec le plus grand constructeur automobile privé chinois, Geely Auto, qui va acquérir 34,02 % des actions de Renault Korea Motors (RKM), par augmentation de capital. Renault restera majoritaire au capital. Geely apportera à RKM sa plate-forme CMA développée par sa filiale suédoise Volvo et ses moteurs hybrides, afin de proposer de nouveaux modèles RKM, vendus en Corée du Sud et peut-être ailleurs[6].
- 2024 : 
  - Renault Korea Motors change de nom pour devenir Renault Corée et abandonne par la même occasion le logo "œil de typhon" au profit du losange (appelé localement "rojangju")[7].
  - Le 27 juin 2024, Renault Corée présente son premier véhicule en collaboration avec Geely, le Renault Grand Koleos basé sur le Geely Monjaro.

### Identité visuelle

Logo Samsung Motors (1995 - 2022)
Logo alternatif Renault Samsung Motors (2000 - 2022)
Logo Renault Korea Motors (2022 - 2024)
Logo Renault (adopté en 2024)

## Chiffres de ventes
| Année | Ventes mondiales du constructeur Renault Samsung Motors | Ventes mondiales du constructeur Renault Samsung Motors | Ventes mondiales du constructeur Renault Samsung Motors | Ventes mondiales du constructeur Renault Samsung Motors | Ventes mondiales du constructeur Renault Samsung Motors | Ventes mondiales du constructeur Renault Samsung Motors | Ventes mondiales du constructeur Renault Samsung Motors | Ventes mondiales du constructeur Renault Samsung Motors | Ventes mondiales du constructeur Renault Samsung Motors | Ventes mondiales du constructeur Renault Samsung Motors | Ventes mondiales du constructeur Renault Samsung Motors | Ventes mondiales du constructeur Renault Samsung Motors | Ventes mondiales du constructeur Renault Samsung Motors | Ventes mondiales du constructeur Renault Samsung Motors | Ventes mondiales du constructeur Renault Samsung Motors | Ventes mondiales du constructeur Renault Samsung Motors | Ventes mondiales du constructeur Renault Samsung Motors | Ventes mondiales du constructeur Renault Samsung Motors | Ventes mondiales du constructeur Renault Samsung Motors | Ventes mondiales du constructeur Renault Samsung Motors | Ventes mondiales du constructeur Renault Samsung Motors | Ventes mondiales du constructeur Renault Samsung Motors | Ventes mondiales du constructeur Renault Samsung Motors | Ventes mondiales du constructeur Renault Samsung Motors | Ventes mondiales du constructeur Renault Samsung Motors | Ventes mondiales du constructeur Renault Samsung Motors | Ventes mondiales du constructeur Renault Samsung Motors | Ventes mondiales du constructeur Renault Samsung Motors | Ventes mondiales du constructeur Renault Samsung Motors | Ventes mondiales du constructeur Renault Samsung Motors | Ventes mondiales du constructeur Renault Samsung Motors | Ventes mondiales du constructeur Renault Samsung Motors | Ventes mondiales du constructeur Renault Samsung Motors | Ventes mondiales du constructeur Renault Samsung Motors | Ventes mondiales du constructeur Renault Samsung Motors | Ventes mondiales du constructeur Renault Samsung Motors | Ventes mondiales du constructeur Renault Samsung Motors | Ventes mondiales du constructeur Renault Samsung Motors | Ventes mondiales du constructeur Renault Samsung Motors | Ventes mondiales du constructeur Renault Samsung Motors | Ventes mondiales du constructeur Renault Samsung Motors | Ventes mondiales du constructeur Renault Samsung Motors | Ventes mondiales du constructeur Renault Samsung Motors | Ventes mondiales du constructeur Renault Samsung Motors | Ventes mondiales du constructeur Renault Samsung Motors | Ventes mondiales du constructeur Renault Samsung Motors | Ventes mondiales du constructeur Renault Samsung Motors | Ventes mondiales du constructeur Renault Samsung Motors | Ventes mondiales du constructeur Renault Samsung Motors | Ventes mondiales du constructeur Renault Samsung Motors | Ventes mondiales du constructeur Renault Samsung Motors | Ventes mondiales du constructeur Renault Samsung Motors | Ventes mondiales du constructeur Renault Samsung Motors | Ventes mondiales du constructeur Renault Samsung Motors | Ventes mondiales du constructeur Renault Samsung Motors | Ventes mondiales du constructeur Renault Samsung Motors | Ventes mondiales du constructeur Renault Samsung Motors | Ventes mondiales du constructeur Renault Samsung Motors | Ventes mondiales du constructeur Renault Samsung Motors | Ventes mondiales du constructeur Renault Samsung Motors | Ventes mondiales du constructeur Renault Samsung Motors | Ventes mondiales du constructeur Renault Samsung Motors | Ventes mondiales du constructeur Renault Samsung Motors | Ventes mondiales du constructeur Renault Samsung Motors | Ventes mondiales du constructeur Renault Samsung Motors | Ventes mondiales du constructeur Renault Samsung Motors |
| Année |                                                         |                                                         |                                                         |                                                         |                                                         | 60 000                                                  |                                                         |                                                         |                                                         |                                                         | 70 000                                                  |                                                         |                                                         |                                                         |                                                         | 80 000                                                  |                                                         |                                                         |                                                         |                                                         | 90 000                                                  |                                                         |                                                         |                                                         |                                                         | 100 000                                                 |                                                         |                                                         |                                                         |                                                         | 110 000                                                 |                                                         |                                                         |                                                         |                                                         | 120 000                                                 |                                                         |                                                         |                                                         |                                                         | 130 000                                                 |                                                         |                                                         |                                                         |                                                         | 140 000                                                 |                                                         |                                                         |                                                         |                                                         | 150 000                                                 |                                                         |                                                         |                                                         |                                                         | 160 000                                                 |                                                         |                                                         |                                                         |                                                         | 170 000                                                 |                                                         |                                                         |                                                         |                                                         | 180 000                                                 |
| ----- | ------------------------------------------------------- | ------------------------------------------------------- | ------------------------------------------------------- | ------------------------------------------------------- | ------------------------------------------------------- | ------------------------------------------------------- | ------------------------------------------------------- | ------------------------------------------------------- | ------------------------------------------------------- | ------------------------------------------------------- | ------------------------------------------------------- | ------------------------------------------------------- | ------------------------------------------------------- | ------------------------------------------------------- | ------------------------------------------------------- | ------------------------------------------------------- | ------------------------------------------------------- | ------------------------------------------------------- | ------------------------------------------------------- | ------------------------------------------------------- | ------------------------------------------------------- | ------------------------------------------------------- | ------------------------------------------------------- | ------------------------------------------------------- | ------------------------------------------------------- | ------------------------------------------------------- | ------------------------------------------------------- | ------------------------------------------------------- | ------------------------------------------------------- | ------------------------------------------------------- | ------------------------------------------------------- | ------------------------------------------------------- | ------------------------------------------------------- | ------------------------------------------------------- | ------------------------------------------------------- | ------------------------------------------------------- | ------------------------------------------------------- | ------------------------------------------------------- | ------------------------------------------------------- | ------------------------------------------------------- | ------------------------------------------------------- | ------------------------------------------------------- | ------------------------------------------------------- | ------------------------------------------------------- | ------------------------------------------------------- | ------------------------------------------------------- | ------------------------------------------------------- | ------------------------------------------------------- | ------------------------------------------------------- | ------------------------------------------------------- | ------------------------------------------------------- | ------------------------------------------------------- | ------------------------------------------------------- | ------------------------------------------------------- | ------------------------------------------------------- | ------------------------------------------------------- | ------------------------------------------------------- | ------------------------------------------------------- | ------------------------------------------------------- | ------------------------------------------------------- | ------------------------------------------------------- | ------------------------------------------------------- | ------------------------------------------------------- | ------------------------------------------------------- | ------------------------------------------------------- | ------------------------------------------------------- |
| 2006  | 121 660                                                 | 121 660                                                 | 121 660                                                 | 121 660                                                 | 121 660                                                 | 121 660                                                 | 121 660                                                 | 121 660                                                 | 121 660                                                 | 121 660                                                 | 121 660                                                 | 121 660                                                 | 121 660                                                 | 121 660                                                 | 121 660                                                 | 121 660                                                 | 121 660                                                 | 121 660                                                 | 121 660                                                 | 121 660                                                 | 121 660                                                 | 121 660                                                 | 121 660                                                 | 121 660                                                 | 121 660                                                 | 121 660                                                 | 121 660                                                 | 121 660                                                 | 121 660                                                 | 121 660                                                 | 121 660                                                 | 121 660                                                 | 121 660                                                 | 121 660                                                 | 121 660                                                 | 121 660                                                 |                                                         |                                                         |                                                         |                                                         |                                                         |                                                         |                                                         |                                                         |                                                         |                                                         |                                                         |                                                         |                                                         |                                                         |                                                         |                                                         |                                                         |                                                         |                                                         |                                                         |                                                         |                                                         |                                                         |                                                         |                                                         |                                                         |                                                         |                                                         |                                                         |                                                         |
| 2007  | 119 824                                                 | 119 824                                                 | 119 824                                                 | 119 824                                                 | 119 824                                                 | 119 824                                                 | 119 824                                                 | 119 824                                                 | 119 824                                                 | 119 824                                                 | 119 824                                                 | 119 824                                                 | 119 824                                                 | 119 824                                                 | 119 824                                                 | 119 824                                                 | 119 824                                                 | 119 824                                                 | 119 824                                                 | 119 824                                                 | 119 824                                                 | 119 824                                                 | 119 824                                                 | 119 824                                                 | 119 824                                                 | 119 824                                                 | 119 824                                                 | 119 824                                                 | 119 824                                                 | 119 824                                                 | 119 824                                                 | 119 824                                                 | 119 824                                                 | 119 824                                                 | 119 824                                                 |                                                         |                                                         |                                                         |                                                         |                                                         |                                                         |                                                         |                                                         |                                                         |                                                         |                                                         |                                                         |                                                         |                                                         |                                                         |                                                         |                                                         |                                                         |                                                         |                                                         |                                                         |                                                         |                                                         |                                                         |                                                         |                                                         |                                                         |                                                         |                                                         |                                                         |                                                         |
| 2008  | 104 478                                                 | 104 478                                                 | 104 478                                                 | 104 478                                                 | 104 478                                                 | 104 478                                                 | 104 478                                                 | 104 478                                                 | 104 478                                                 | 104 478                                                 | 104 478                                                 | 104 478                                                 | 104 478                                                 | 104 478                                                 | 104 478                                                 | 104 478                                                 | 104 478                                                 | 104 478                                                 | 104 478                                                 | 104 478                                                 | 104 478                                                 | 104 478                                                 | 104 478                                                 | 104 478                                                 | 104 478                                                 | 104 478                                                 | 104 478                                                 | 104 478                                                 |                                                         |                                                         |                                                         |                                                         |                                                         |                                                         |                                                         |                                                         |                                                         |                                                         |                                                         |                                                         |                                                         |                                                         |                                                         |                                                         |                                                         |                                                         |                                                         |                                                         |                                                         |                                                         |                                                         |                                                         |                                                         |                                                         |                                                         |                                                         |                                                         |                                                         |                                                         |                                                         |                                                         |                                                         |                                                         |                                                         |                                                         |                                                         |
| 2009  | 136 467                                                 | 136 467                                                 | 136 467                                                 | 136 467                                                 | 136 467                                                 | 136 467                                                 | 136 467                                                 | 136 467                                                 | 136 467                                                 | 136 467                                                 | 136 467                                                 | 136 467                                                 | 136 467                                                 | 136 467                                                 | 136 467                                                 | 136 467                                                 | 136 467                                                 | 136 467                                                 | 136 467                                                 | 136 467                                                 | 136 467                                                 | 136 467                                                 | 136 467                                                 | 136 467                                                 | 136 467                                                 | 136 467                                                 | 136 467                                                 | 136 467                                                 | 136 467                                                 | 136 467                                                 | 136 467                                                 | 136 467                                                 | 136 467                                                 | 136 467                                                 | 136 467                                                 | 136 467                                                 | 136 467                                                 | 136 467                                                 | 136 467                                                 | 136 467                                                 | 136 467                                                 | 136 467                                                 | 136 467                                                 | 136 467                                                 |                                                         |                                                         |                                                         |                                                         |                                                         |                                                         |                                                         |                                                         |                                                         |                                                         |                                                         |                                                         |                                                         |                                                         |                                                         |                                                         |                                                         |                                                         |                                                         |                                                         |                                                         |                                                         |
| 2010  | 161 913                                                 | 161 913                                                 | 161 913                                                 | 161 913                                                 | 161 913                                                 | 161 913                                                 | 161 913                                                 | 161 913                                                 | 161 913                                                 | 161 913                                                 | 161 913                                                 | 161 913                                                 | 161 913                                                 | 161 913                                                 | 161 913                                                 | 161 913                                                 | 161 913                                                 | 161 913                                                 | 161 913                                                 | 161 913                                                 | 161 913                                                 | 161 913                                                 | 161 913                                                 | 161 913                                                 | 161 913                                                 | 161 913                                                 | 161 913                                                 | 161 913                                                 | 161 913                                                 | 161 913                                                 | 161 913                                                 | 161 913                                                 | 161 913                                                 | 161 913                                                 | 161 913                                                 | 161 913                                                 | 161 913                                                 | 161 913                                                 | 161 913                                                 | 161 913                                                 | 161 913                                                 | 161 913                                                 | 161 913                                                 | 161 913                                                 | 161 913                                                 | 161 913                                                 | 161 913                                                 | 161 913                                                 | 161 913                                                 | 161 913                                                 | 161 913                                                 | 161 913                                                 | 161 913                                                 | 161 913                                                 | 161 913                                                 | 161 913                                                 |                                                         |                                                         |                                                         |                                                         |                                                         |                                                         |                                                         |                                                         |                                                         |                                                         |
| 2012  | 153 891                                                 | 153 891                                                 | 153 891                                                 | 153 891                                                 | 153 891                                                 | 153 891                                                 | 153 891                                                 | 153 891                                                 | 153 891                                                 | 153 891                                                 | 153 891                                                 | 153 891                                                 | 153 891                                                 | 153 891                                                 | 153 891                                                 | 153 891                                                 | 153 891                                                 | 153 891                                                 | 153 891                                                 | 153 891                                                 | 153 891                                                 | 153 891                                                 | 153 891                                                 | 153 891                                                 | 153 891                                                 | 153 891                                                 | 153 891                                                 | 153 891                                                 | 153 891                                                 | 153 891                                                 | 153 891                                                 | 153 891                                                 | 153 891                                                 | 153 891                                                 | 153 891                                                 | 153 891                                                 | 153 891                                                 | 153 891                                                 | 153 891                                                 | 153 891                                                 | 153 891                                                 | 153 891                                                 | 153 891                                                 | 153 891                                                 | 153 891                                                 | 153 891                                                 | 153 891                                                 | 153 891                                                 | 153 891                                                 | 153 891                                                 | 153 891                                                 | 153 891                                                 |                                                         |                                                         |                                                         |                                                         |                                                         |                                                         |                                                         |                                                         |                                                         |                                                         |                                                         |                                                         |                                                         |                                                         |
| 2016  | 111 097                                                 | 111 097                                                 | 111 097                                                 | 111 097                                                 | 111 097                                                 | 111 097                                                 | 111 097                                                 | 111 097                                                 | 111 097                                                 | 111 097                                                 | 111 097                                                 | 111 097                                                 | 111 097                                                 | 111 097                                                 | 111 097                                                 | 111 097                                                 | 111 097                                                 | 111 097                                                 | 111 097                                                 | 111 097                                                 | 111 097                                                 | 111 097                                                 | 111 097                                                 | 111 097                                                 | 111 097                                                 | 111 097                                                 | 111 097                                                 | 111 097                                                 | 111 097                                                 | 111 097                                                 | 111 097                                                 |                                                         |                                                         |                                                         |                                                         |                                                         |                                                         |                                                         |                                                         |                                                         |                                                         |                                                         |                                                         |                                                         |                                                         |                                                         |                                                         |                                                         |                                                         |                                                         |                                                         |                                                         |                                                         |                                                         |                                                         |                                                         |                                                         |                                                         |                                                         |                                                         |                                                         |                                                         |                                                         |                                                         |                                                         |                                                         |
| 2017  | 99 846                                                  | 99 846                                                  | 99 846                                                  | 99 846                                                  | 99 846                                                  | 99 846                                                  | 99 846                                                  | 99 846                                                  | 99 846                                                  | 99 846                                                  | 99 846                                                  | 99 846                                                  | 99 846                                                  | 99 846                                                  | 99 846                                                  | 99 846                                                  | 99 846                                                  | 99 846                                                  | 99 846                                                  | 99 846                                                  | 99 846                                                  | 99 846                                                  | 99 846                                                  | 99 846                                                  | 99 846                                                  |                                                         |                                                         |                                                         |                                                         |                                                         |                                                         |                                                         |                                                         |                                                         |                                                         |                                                         |                                                         |                                                         |                                                         |                                                         |                                                         |                                                         |                                                         |                                                         |                                                         |                                                         |                                                         |                                                         |                                                         |                                                         |                                                         |                                                         |                                                         |                                                         |                                                         |                                                         |                                                         |                                                         |                                                         |                                                         |                                                         |                                                         |                                                         |                                                         |                                                         |                                                         |
| 2018  | 84 954                                                  | 84 954                                                  | 84 954                                                  | 84 954                                                  | 84 954                                                  | 84 954                                                  | 84 954                                                  | 84 954                                                  | 84 954                                                  | 84 954                                                  | 84 954                                                  | 84 954                                                  | 84 954                                                  | 84 954                                                  | 84 954                                                  | 84 954                                                  | 84 954                                                  | 84 954                                                  |                                                         |                                                         |                                                         |                                                         |                                                         |                                                         |                                                         |                                                         |                                                         |                                                         |                                                         |                                                         |                                                         |                                                         |                                                         |                                                         |                                                         |                                                         |                                                         |                                                         |                                                         |                                                         |                                                         |                                                         |                                                         |                                                         |                                                         |                                                         |                                                         |                                                         |                                                         |                                                         |                                                         |                                                         |                                                         |                                                         |                                                         |                                                         |                                                         |                                                         |                                                         |                                                         |                                                         |                                                         |                                                         |                                                         |                                                         |                                                         |
| 2019  | 79 081                                                  | 79 081                                                  | 79 081                                                  | 79 081                                                  | 79 081                                                  | 79 081                                                  | 79 081                                                  | 79 081                                                  | 79 081                                                  | 79 081                                                  | 79 081                                                  | 79 081                                                  | 79 081                                                  | 79 081                                                  | 79 081                                                  |                                                         |                                                         |                                                         |                                                         |                                                         |                                                         |                                                         |                                                         |                                                         |                                                         |                                                         |                                                         |                                                         |                                                         |                                                         |                                                         |                                                         |                                                         |                                                         |                                                         |                                                         |                                                         |                                                         |                                                         |                                                         |                                                         |                                                         |                                                         |                                                         |                                                         |                                                         |                                                         |                                                         |                                                         |                                                         |                                                         |                                                         |                                                         |                                                         |                                                         |                                                         |                                                         |                                                         |                                                         |                                                         |                                                         |                                                         |                                                         |                                                         |                                                         |                                                         |
| 2020  | 90 300                                                  | 90 300                                                  | 90 300                                                  | 90 300                                                  | 90 300                                                  | 90 300                                                  | 90 300                                                  | 90 300                                                  | 90 300                                                  | 90 300                                                  | 90 300                                                  | 90 300                                                  | 90 300                                                  | 90 300                                                  | 90 300                                                  | 90 300                                                  | 90 300                                                  | 90 300                                                  | 90 300                                                  | 90 300                                                  | 90 300                                                  |                                                         |                                                         |                                                         |                                                         |                                                         |                                                         |                                                         |                                                         |                                                         |                                                         |                                                         |                                                         |                                                         |                                                         |                                                         |                                                         |                                                         |                                                         |                                                         |                                                         |                                                         |                                                         |                                                         |                                                         |                                                         |                                                         |                                                         |                                                         |                                                         |                                                         |                                                         |                                                         |                                                         |                                                         |                                                         |                                                         |                                                         |                                                         |                                                         |                                                         |                                                         |                                                         |                                                         |                                                         |                                                         |

## Modèles actuels
- Renault Grand Koleos (2024-), SUV familial basé sur le Geely Monjaro
- Renault QM6  (2016-), SUV familial
- Renault Arkana (2020-), SUV coupé compact, anciennement appelé XM3

## Anciens modèles
- SM3 CE (2002-2012) Nissan Bluebird Sylphy ancienne génération, restylée en 2005
- SM3 (2009-2020), dernière génération présentée en mars 2009. Il s'agit d'une variante 3 volumes de la Renault Mégane III, exportée sous le nom de Renault Fluence.
- SM5 (1998-2019), routière tricorps déclinée en trois générations : la première est une Nissan Maxima, la seconde une Nissan Teana (exportée sous le nom de Renault Safrane), la troisième un modèle développé en interne (exporté sous le nom de Renault Safrane ou Renault Latitude).
- SM6 (2016-2024), familiale tricorps ; (Renault Talisman II)
- SM7 (2005-2019), routière tricorps déclinée en deux générations (versions plus luxueuses des SM5 II et SM5 III). La deuxième génération est exportée sous le nom de Renault Talisman.
- QM5  (2007-2016), SUV compact ; (Renault Koleos I)

## Modèles importés

### Modèles actuels
- Renault Master III, véhicule utilitaire

### Anciens modèles
- Samsung QM3, SUV citadin (version rebadgée du Renault Captur de première génération)
- Renault Twizy, quadricycle électrique
- Renault Clio IV, citadine polyvalente

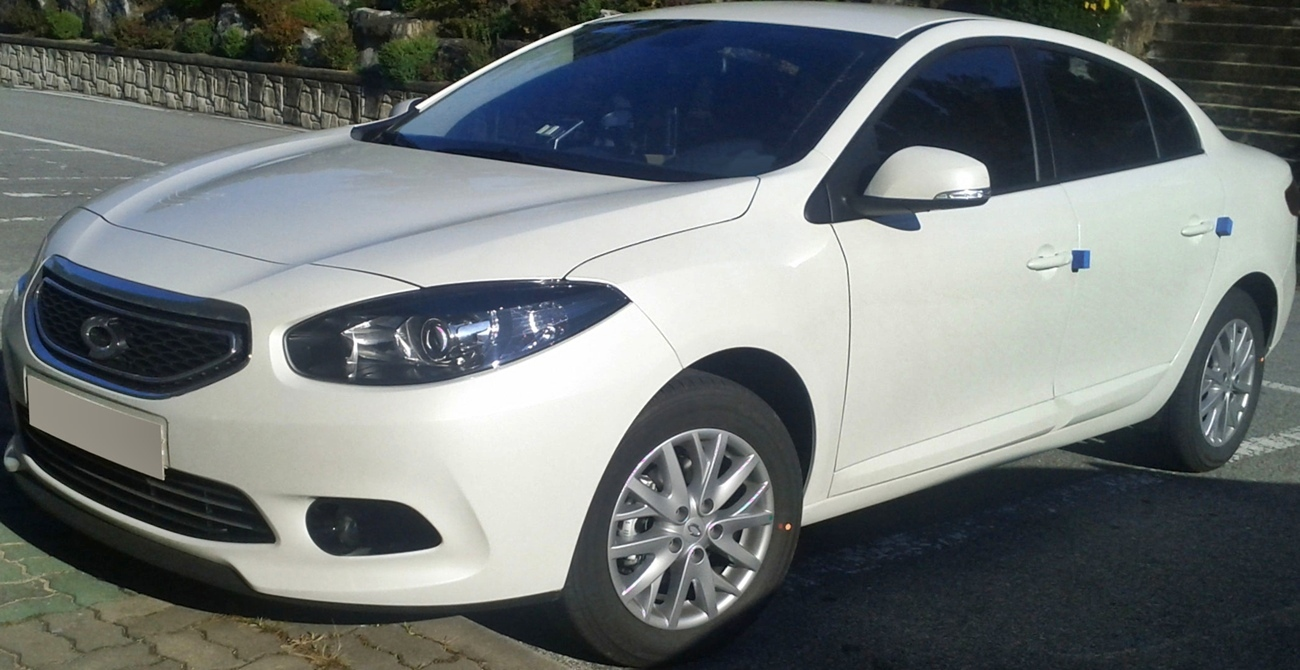
SM3
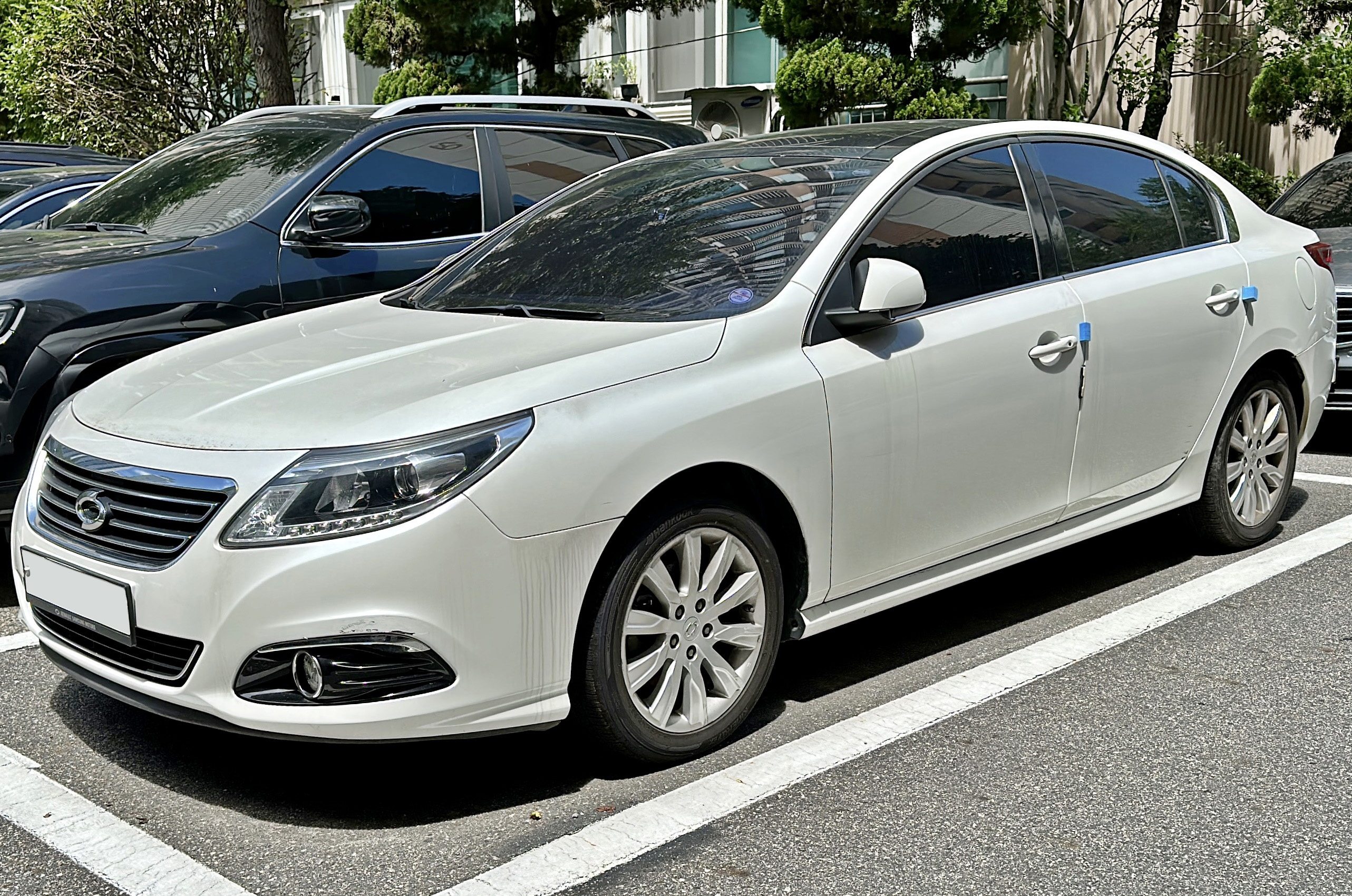
Samsung SM5 III
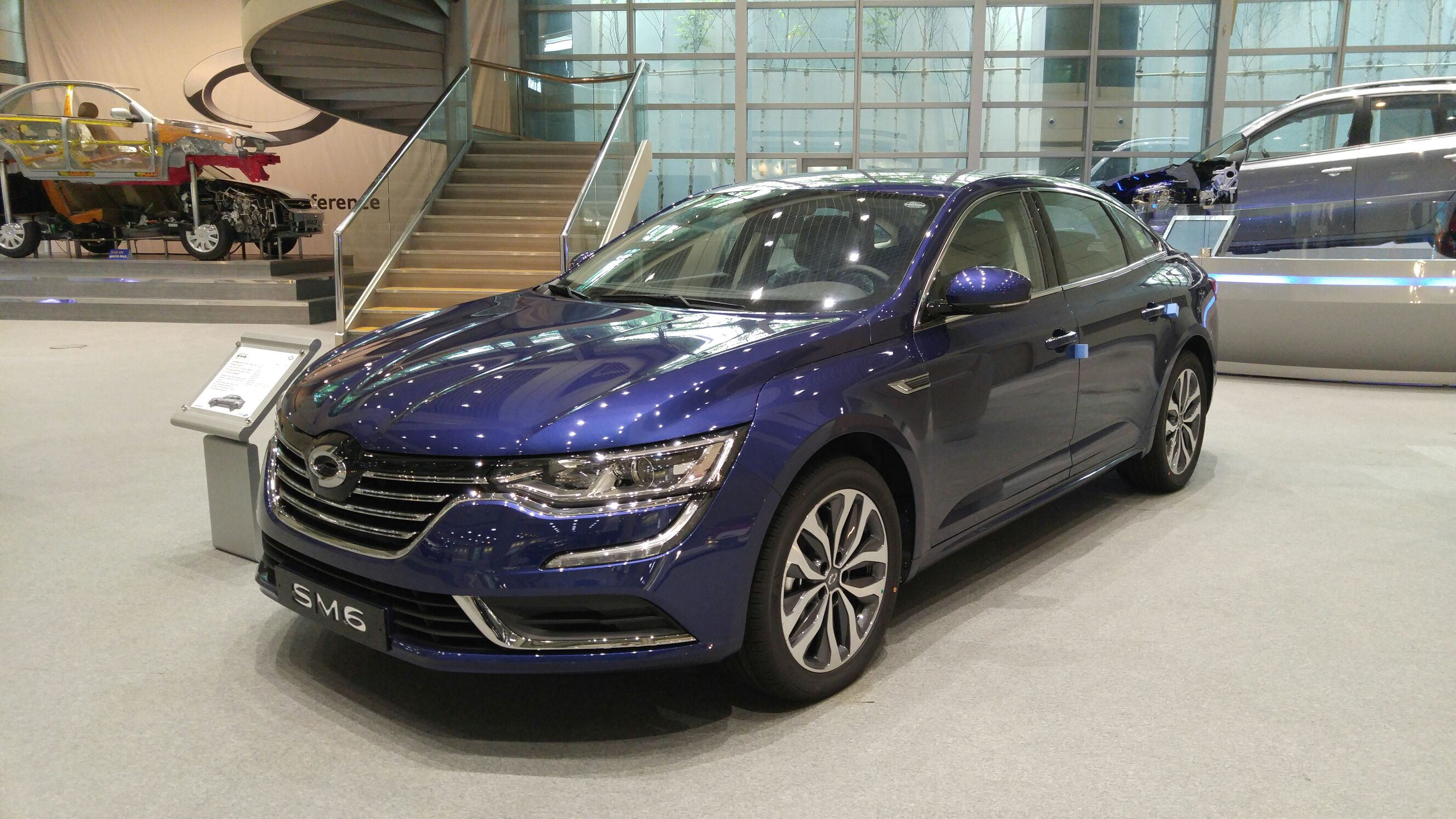
SM6
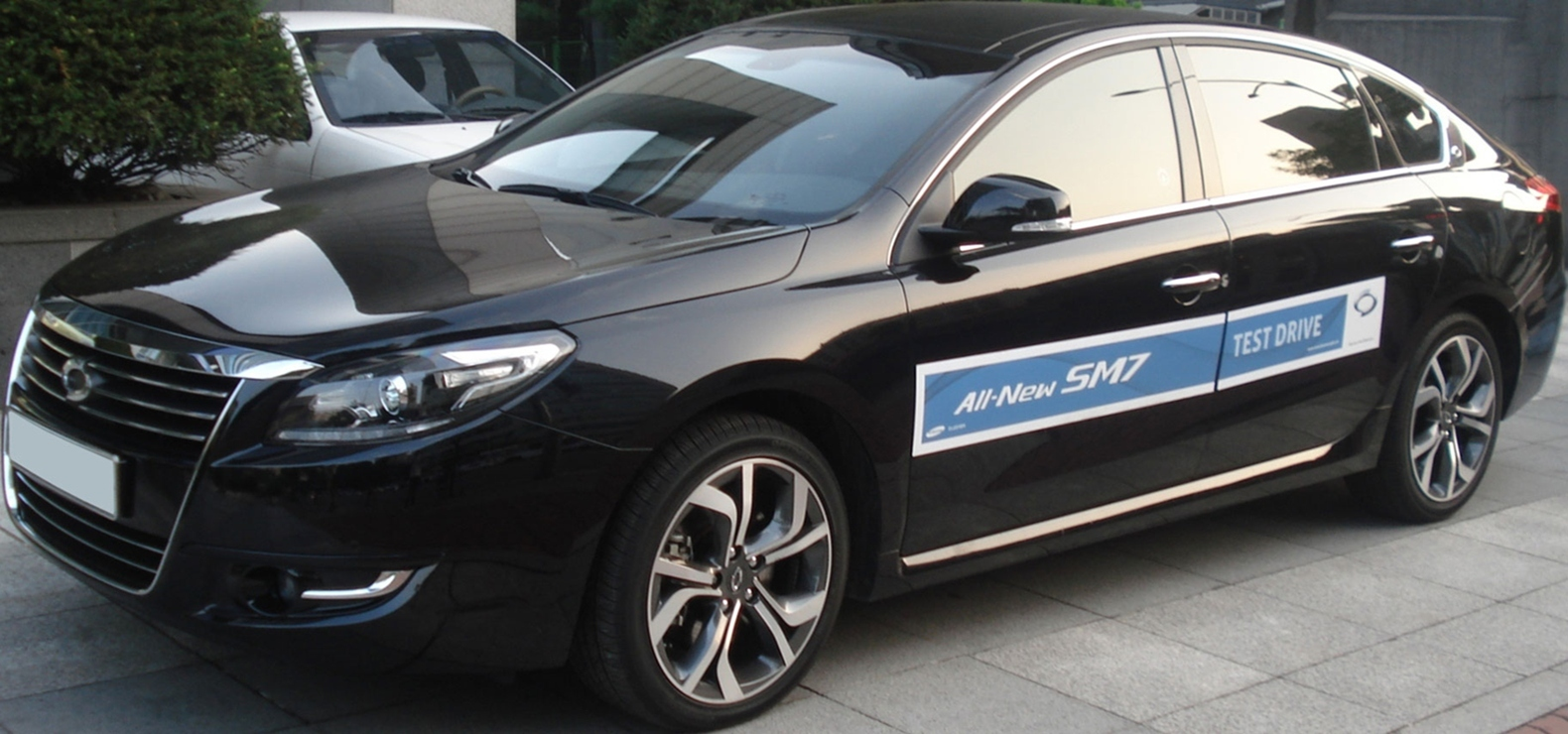
SM7 II
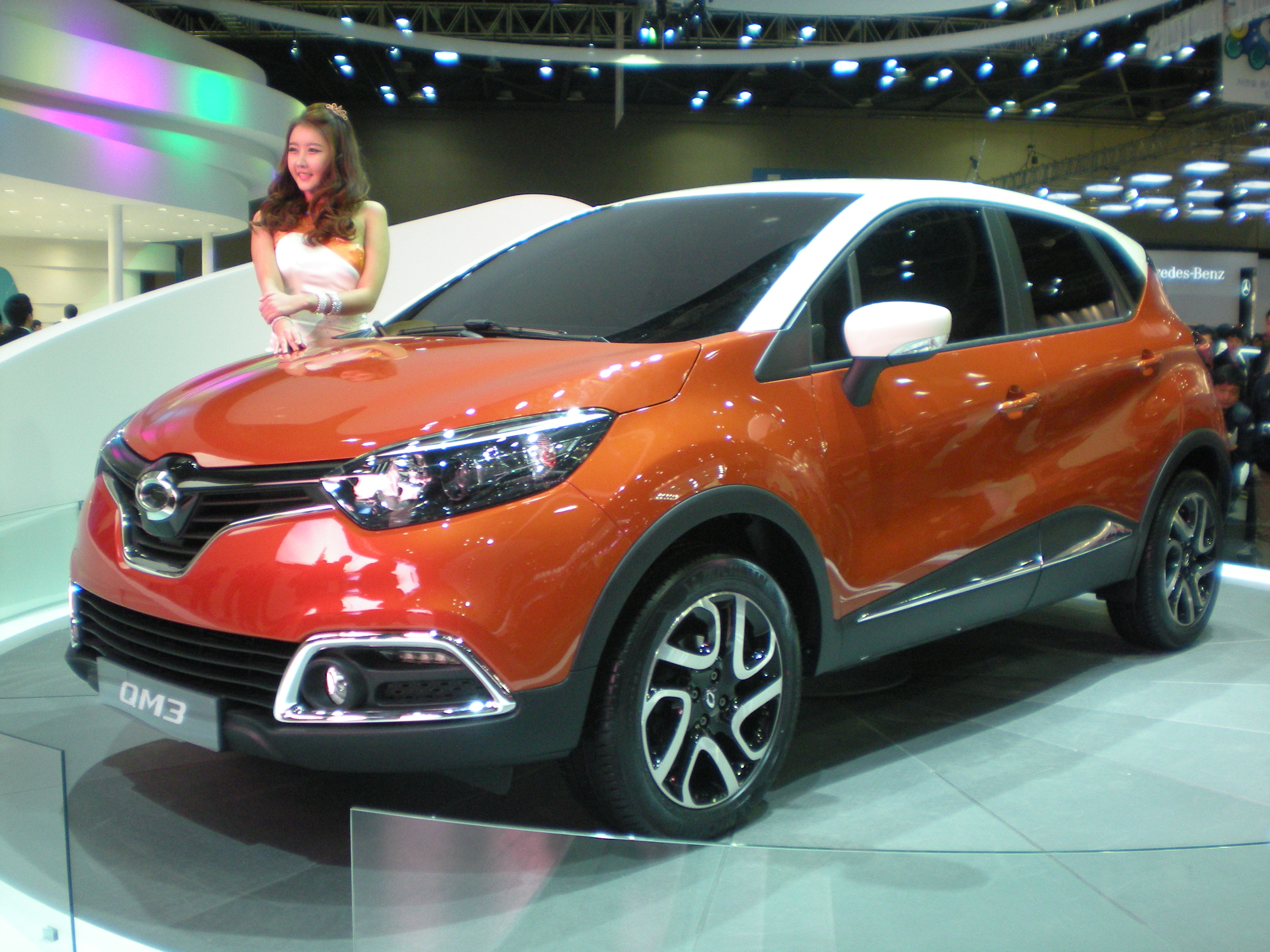
QM3
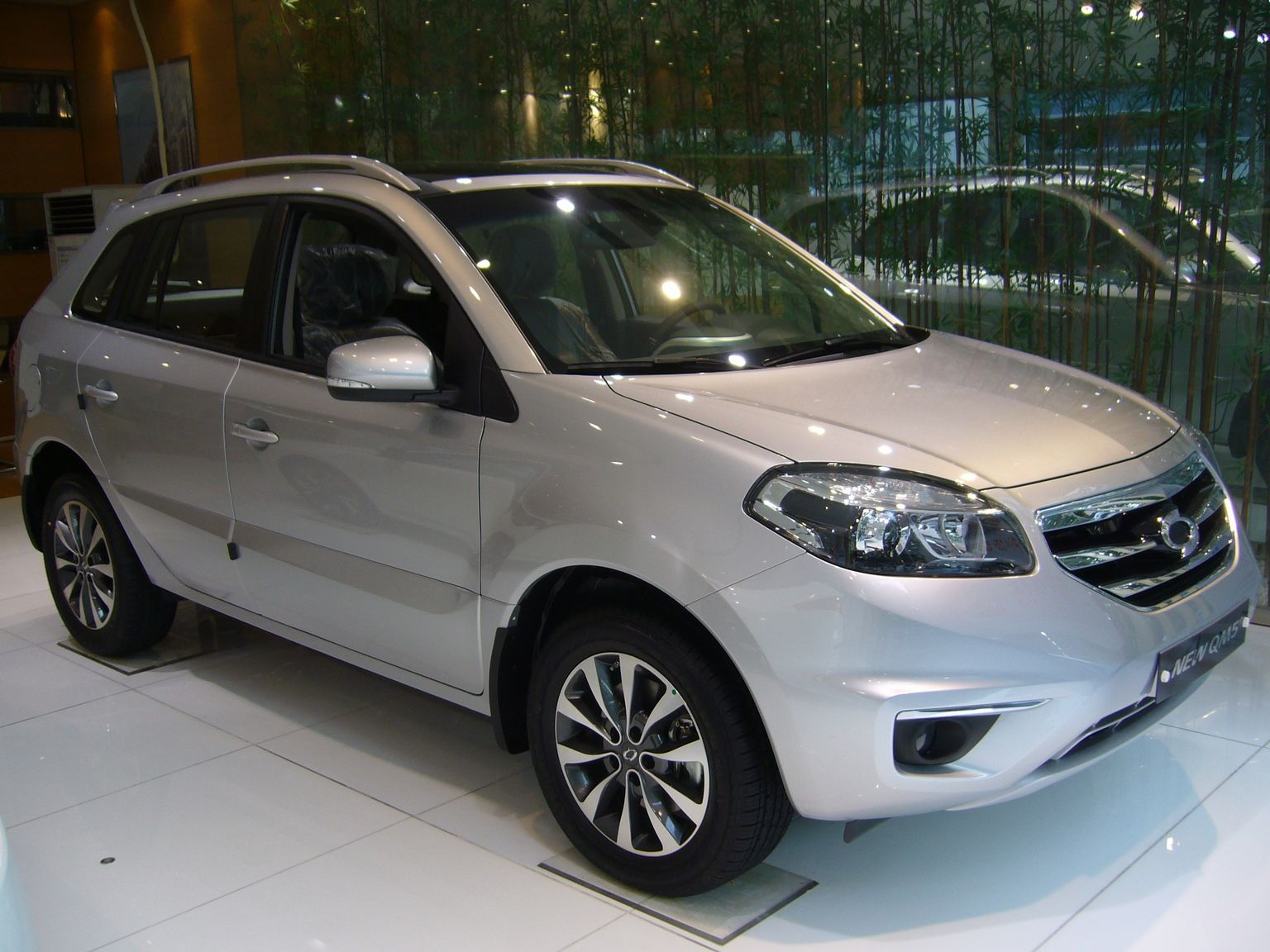
QM5

## Concept-cars
- Samsung XM3 Inspire[17]